# Gothelon Ier de Lotharingie
Gothelon Ier de Verdun, né vers 967, mort en 1044, fut marquis d'Anvers dès 1008, puis duc de Basse-Lotharingie (1023-1044) et  duc de Haute-Lotharingie (1033-1044).
Il était le dernier fils de Godefroid Ier le captif, comte de Verdun, et de Mathilde de Saxe.

## Biographie
À la mort de son père, il reçoit en partage le marquisat d'Anvers, et se montre un fidèle de son frère aîné Godefroy, comte de Verdun, qui recevra le duché de Basse-Lotharingie en 1012. En 1023, il succède à son frère, mort sans enfants. En 1024, à la mort de l'empereur Henri II, il s'opposa d'abord violemment avec d'autres Lotharingiens à son successeur Conrad II avant de se soumettre en 1025.
En 1033, après la mort de son cousin Frédéric III, Conrad II lui donna la Haute-Lotharingie, reconstituant ainsi l'ancienne Lotharingie. En octobre 1037, il défendit ses duchés contre Eudes II de Blois, comte de Meaux et de Troyes, qui cherchait à se créer un royaume entre France et Germanie. Gothelon le battit le 15 novembre 1037 dans le Bar, et Eudes mourut dans l'engagement.
Gothelon réussit à garder la Drenthe, qu'il avait hérité de son frère Godefroy, bien que Henri II et Conrad II aient essayé d'en doter l'église d'Utrecht.

## Mariages et enfants
Une épouse, dont l'histoire n'a pas transmis le nom (on cite Barbe de Lebarten, sans que cela soit assuré ou Urraca de Lombardie-Ivrée), lui donna pour enfants :
- Godefroy II le Barbu († 1069), duc de Basse et de Haute-Lotharingie ;
- Frédéric († 1058), qui devint pape sous le nom d'Étienne IX ;
- Oda, mariée à Lambert II, comte de Louvain ;
- Régelinde, mariée Albert II († 1063), comte de Namur : Régelinde apporte en dot l'alleu de Durbuy ;
- Mathilde, mariée à Sigebaud de Santois († avant 1049), puis à Henri le Furieux († 1061), comte palatin de Lotharingie, qui l'assassine en 1060 ;
- Gothelon II (probablement déjà mort en 1046), qui selon certaines interprétations des sources aurait succédé en Basse-Lorraine, mais on ne peut pas de retenir avec certitude l'office ducale de Gothelon II. À la suite de la rébellion de Godefroy II le Barbu, l'empereur allemand Henri III n'aurait que menacé de donner le duché à Gothelon.

Ce sont des mariages respectifs d'Oda et de Régilinde que viendront les prétentions des comtes de Louvain et des comtes de Namur à succéder à Godefroy de Bouillon, petit-fils de Godefroy II. La Basse-Lotharingie sera attribuée par l'empereur tantôt à une famille, tantôt à l'autre, avant de revenir définitivement aux comtes de Louvain en 1140.